# Copa de la CECAFA
La Copa de la CECAFA —en anglès CECAFA Cup o CECAFA Senior Challenge Cup— és una competició futbolística per a seleccions organitzada pel Consell de les Associacions de Futbol de l'Àfrica Oriental i Central (CECAFA). És la competició futbolística de seleccions més antiga del continent africà. Les competicions que s'han disputat a la regió són:
- Gossage Cup (1926-1966)
- East and Central African Senior Challenge Cup (1965-1971)
- CECAFA Cup (des de 1973)
- Al Amoudi Senior Challenge Cup (2005-2006)[1]
- CECAFA Tusker Challenge Cup (2012)[2]

## Historial
Font:
Gossage Cup
| Any  | Seu                                     | Final                                   | Final                                   | Final                                   | Tercer lloc                             | Tercer lloc                             | Tercer lloc                             |
| Any  | Seu                                     | Campió                                  | Resultat                                | Finalista                               | Tercer                                  | Resultat                                | Quart                                   |
| ---- | --------------------------------------- | --------------------------------------- | --------------------------------------- | --------------------------------------- | --------------------------------------- | --------------------------------------- | --------------------------------------- |
| 1926 | Kenya                                   | Kenya                                   | 2-1                                     | Uganda                                  | Només dos equips                        | Només dos equips                        | Només dos equips                        |
| 1927 | No se celebrà per disputes sobre la seu | No se celebrà per disputes sobre la seu | No se celebrà per disputes sobre la seu | No se celebrà per disputes sobre la seu | No se celebrà per disputes sobre la seu | No se celebrà per disputes sobre la seu | No se celebrà per disputes sobre la seu |
| 1928 | Uganda                                  | Uganda                                  | 4-0 o 1-0                               | Kenya                                   | Només dos equips                        | Només dos equips                        | Només dos equips                        |
| 1929 | Kenya                                   | Uganda                                  | 5-3                                     | Kenya                                   | Només dos equips                        | Només dos equips                        | Només dos equips                        |
| 1930 | Uganda                                  | Uganda                                  | 5-0                                     | Kenya                                   | Només dos equips                        | Només dos equips                        | Només dos equips                        |
| 1931 | Kenya                                   | Kenya                                   | 2-1                                     | Uganda                                  | Només dos equips                        | Només dos equips                        | Només dos equips                        |
| 1932 | Uganda                                  | Uganda                                  | 13-1                                    | Kenya                                   | Només dos equips                        | Només dos equips                        | Només dos equips                        |
| 1933 | No es disputà                           | No es disputà                           | No es disputà                           | No es disputà                           | No es disputà                           | No es disputà                           | No es disputà                           |
| 1934 | No es disputà                           | No es disputà                           | No es disputà                           | No es disputà                           | No es disputà                           | No es disputà                           | No es disputà                           |
| 1935 | Uganda                                  | Uganda                                  | 5-1                                     | Kenya                                   | Només dos equips                        | Només dos equips                        | Només dos equips                        |
| 1936 | Kenya                                   | Uganda                                  | 3-1                                     | Kenya                                   | Només dos equips                        | Només dos equips                        | Només dos equips                        |
| 1937 | Uganda                                  | Uganda                                  | 9-5                                     | Kenya                                   | Només dos equips                        | Només dos equips                        | Només dos equips                        |
| 1938 | Kenya                                   | Uganda                                  | 3-1                                     | Kenya                                   | Només dos equips                        | Només dos equips                        | Només dos equips                        |
| 1939 | Uganda                                  | Uganda                                  | 5-2                                     | Kenya                                   | Només dos equips                        | Només dos equips                        | Només dos equips                        |
| 1940 | Kenya                                   | Uganda                                  | 6-3                                     | Kenya                                   | Només dos equips                        | Només dos equips                        | Només dos equips                        |
| 1941 | Uganda                                  | Kenya                                   | 4-3                                     | Uganda                                  | Només dos equips                        | Només dos equips                        | Només dos equips                        |
| 1942 | Kenya                                   | Kenya                                   | 4-3                                     | Uganda                                  | Només dos equips                        | Només dos equips                        | Només dos equips                        |
| 1943 | Uganda                                  | Uganda                                  | 2-1                                     | Kenya                                   | Només dos equips                        | Només dos equips                        | Només dos equips                        |
| 1944 | Kenya                                   | Kenya                                   | 2-1                                     | Uganda                                  | Només dos equips                        | Només dos equips                        | Només dos equips                        |
| 1945 | Uganda                                  | Uganda                                  | 4-1                                     | Kenya                                   | Tanganyika                              | Només tres equips                       | Només tres equips                       |
| 1946 | Kenya                                   | Kenya                                   | 2-1                                     | Uganda                                  | Tanganyika                              | Només tres equips                       | Només tres equips                       |
| 1947 | Tanganyika                              | Uganda                                  | 4-2                                     | Tanganyika                              | Kenya                                   | Compartit                               | Zanzíbar                                |
| 1948 | Uganda                                  | Uganda                                  | 2-1                                     | Kenya                                   | Tanganyika                              | Compartit                               | Zanzíbar                                |
| 1949 | Zanzíbar                                | Tanganyika                              | 2-0                                     | Kenya                                   | Uganda                                  | Compartit                               | Zanzíbar                                |
| 1950 | Kenya                                   | Tanganyika                              | 2-1                                     | Kenya                                   | Uganda                                  | Compartit                               | Zanzíbar                                |
| 1951 | Tanganyika                              | Tanganyika                              | 3-2                                     | Kenya                                   | Uganda                                  | Compartit                               | Zanzíbar                                |
| 1952 | Uganda                                  | Uganda                                  | 6-3                                     | Kenya                                   | Tanganyika                              | Compartit                               | Zanzíbar                                |
| 1953 | Zanzíbar                                | Kenya                                   | 6-2                                     | Uganda                                  | Tanganyika                              | Compartit                               | Zanzíbar                                |
| 1954 | Kenya                                   | Uganda                                  | 4-1                                     | Kenya                                   | Tanganyika                              | Compartit                               | Zanzíbar                                |
| 1955 | Tanganyika                              | Uganda                                  | 5-1                                     | Tanganyika                              | Kenya                                   | Compartit                               | Zanzíbar                                |
| 1956 | Uganda                                  | Uganda                                  | 3-2                                     | Kenya                                   | Zanzíbar                                | 3-2                                     | Tanganyika                              |
| 1957 | Zanzíbar                                | Uganda                                  | 2-1                                     | Kenya                                   | Tanganyika                              | Comp. (3-3)                             | Zanzíbar                                |
| 1958 | Kenya                                   | Kenya                                   | Lligueta                                | Uganda                                  | Tanganyika                              | Lligueta                                | Zanzíbar                                |
| 1959 | Tanganyika                              | Kenya                                   | Lligueta                                | Zanzíbar                                | Tanganyika                              | Compartit                               | Uganda                                  |
| 1960 | Uganda                                  | Kenya                                   | Compartit                               | Uganda                                  | Tanganyika                              | Lligueta                                | Zanzíbar                                |
| 1961 | Kenya                                   | Kenya                                   | Lligueta                                | Tanganyika                              | Uganda                                  | Lligueta                                | Zanzíbar                                |
| 1962 | Diverses seus                           | Uganda                                  | Lligueta                                | Tanganyika                              | Kenya                                   | Lligueta                                | Zanzíbar                                |
| 1963 | Kenya                                   | Uganda                                  | Lligueta                                | Kenya                                   | Tanganyika                              | Lligueta                                | Zanzíbar                                |
| 1964 | Tanzània                                | Tanzània                                | Lligueta                                | Kenya                                   | Uganda                                  | Lligueta                                | Zanzíbar                                |
| 1965 | Uganda                                  | Tanzània                                | Lligueta                                | Kenya                                   | Uganda                                  | Lligueta                                | Zanzíbar                                |
| 1966 | Zanzíbar                                | Kenya                                   | Lligueta                                | Uganda                                  | Tanzània                                | Lligueta                                | Zanzíbar                                |

Challenge Cup
| Any  | Seu      | Final  | Final    | Final     | Tercer lloc | Tercer lloc | Tercer lloc |
| Any  | Seu      | Campió | Resultat | Finalista | Tercer      | Resultat    | Quart       |
| ---- | -------- | ------ | -------- | --------- | ----------- | ----------- | ----------- |
| 1967 | Kenya    | Kenya  | Lligueta | Uganda    | Zanzíbar    | Lligueta    | Tanzània    |
| 1968 | Tanzània | Uganda | Lligueta | Kenya     | Tanzània    | Lligueta    | Zanzíbar    |
| 1969 | Uganda   | Uganda | Lligueta | Tanzània  | Kenya       | Lligueta    | Zanzíbar    |
| 1970 | Zanzíbar | Uganda | Lligueta | Tanzània  | Zanzíbar    | Lligueta    | Kenya       |
| 1971 | Kenya    | Kenya  | Lligueta | Uganda    | Tanzània    | Lligueta    | Zanzíbar    |

CECAFA Cup
| Any  | Seu                                                                                   | Final                                                                                 | Final                                                                                 | Final                                                                                 | Tercer lloc                                                                           | Tercer lloc                                                                           | Tercer lloc                                                                           |
| Any  | Seu                                                                                   | Campió                                                                                | Resultat                                                                              | Finalista                                                                             | Tercer                                                                                | Resultat                                                                              | Quart                                                                                 |
| ---- | ------------------------------------------------------------------------------------- | ------------------------------------------------------------------------------------- | ------------------------------------------------------------------------------------- | ------------------------------------------------------------------------------------- | ------------------------------------------------------------------------------------- | ------------------------------------------------------------------------------------- | ------------------------------------------------------------------------------------- |
| 1973 | Uganda                                                                                | Uganda                                                                                | 2-1                                                                                   | Tanzània                                                                              | Kenya                                                                                 | Compartit                                                                             | Zàmbia                                                                                |
| 1974 | Tanzània                                                                              | Tanzània                                                                              | 1-1                                                                                   | Uganda                                                                                | Zàmbia                                                                                | Compartit                                                                             | Zanzíbar                                                                              |
| 1975 | Zàmbia                                                                                | Kenya                                                                                 | 0-0                                                                                   | Malawi                                                                                | Tanzània                                                                              | Compartit                                                                             | Uganda                                                                                |
| 1976 | Zanzíbar                                                                              | Uganda                                                                                | 2-0                                                                                   | Zàmbia                                                                                | Kenya                                                                                 | Compartit                                                                             | Malawi                                                                                |
| 1977 | Somàlia                                                                               | Uganda                                                                                | 0-0                                                                                   | Zàmbia                                                                                | Malawi                                                                                | 2-1                                                                                   | Kenya                                                                                 |
| 1978 | Malawi                                                                                | Malawi                                                                                | 3-2                                                                                   | Zàmbia                                                                                | Kenya                                                                                 | 2-0                                                                                   | Uganda                                                                                |
| 1979 | Kenya                                                                                 | Malawi                                                                                | 3-2                                                                                   | Kenya                                                                                 | Tanzània                                                                              | 2-1                                                                                   | Zanzíbar                                                                              |
| 1980 | Sudan                                                                                 | Sudan                                                                                 | 1-0                                                                                   | Tanzània                                                                              | Malawi                                                                                | 1-0                                                                                   | Zàmbia                                                                                |
| 1981 | Tanzània                                                                              | Kenya                                                                                 | 1-0                                                                                   | Tanzània                                                                              | Zàmbia                                                                                | 1-0                                                                                   | Uganda                                                                                |
| 1982 | Uganda                                                                                | Kenya                                                                                 | 1-1                                                                                   | Uganda                                                                                | Zimbàbue                                                                              | 3-0                                                                                   | Zanzíbar                                                                              |
| 1983 | Kenya                                                                                 | Kenya                                                                                 | 1-0                                                                                   | Zimbàbue                                                                              | Uganda                                                                                | 1-0                                                                                   | Malawi                                                                                |
| 1984 | Uganda                                                                                | Zàmbia                                                                                | 0-0                                                                                   | Malawi                                                                                | Uganda                                                                                | 3-1                                                                                   | Kenya                                                                                 |
| 1985 | Zimbàbue                                                                              | Zimbàbue                                                                              | 2-0                                                                                   | Kenya                                                                                 | Malawi                                                                                | 3-1                                                                                   | Uganda                                                                                |
| 1986 | No es disputà (Somàlia havia de ser la seu però abandonà)                             | No es disputà (Somàlia havia de ser la seu però abandonà)                             | No es disputà (Somàlia havia de ser la seu però abandonà)                             | No es disputà (Somàlia havia de ser la seu però abandonà)                             | No es disputà (Somàlia havia de ser la seu però abandonà)                             | No es disputà (Somàlia havia de ser la seu però abandonà)                             | No es disputà (Somàlia havia de ser la seu però abandonà)                             |
| 1987 | Etiòpia                                                                               | Etiòpia                                                                               | 1-1                                                                                   | Malawi                                                                                | Uganda                                                                                | 3-1                                                                                   | Kenya                                                                                 |
| 1988 | Malawi                                                                                | Malawi                                                                                | 3-1                                                                                   | Zàmbia                                                                                | Kenya                                                                                 | 0-0                                                                                   | Zimbàbue                                                                              |
| 1989 | Kenya                                                                                 | Uganda                                                                                | 3-3                                                                                   | Malawi                                                                                | Kenya                                                                                 | 1-0                                                                                   | Zàmbia                                                                                |
| 1990 | Zanzíbar                                                                              | Uganda                                                                                | 2-0                                                                                   | Sudan                                                                                 | Tanzània                                                                              | 2-1                                                                                   | Zanzíbar                                                                              |
| 1991 | Uganda                                                                                | Zàmbia                                                                                | 2-0                                                                                   | Kenya                                                                                 | Uganda                                                                                | 3-1                                                                                   | Sudan                                                                                 |
| 1992 | Tanzània                                                                              | Uganda                                                                                | 1-0                                                                                   | Tanzània B                                                                            | Zàmbia                                                                                | 4-0                                                                                   | Malawi                                                                                |
| 1993 | No es disputà (Uganda havia de ser la seu però abandonà)                              | No es disputà (Uganda havia de ser la seu però abandonà)                              | No es disputà (Uganda havia de ser la seu però abandonà)                              | No es disputà (Uganda havia de ser la seu però abandonà)                              | No es disputà (Uganda havia de ser la seu però abandonà)                              | No es disputà (Uganda havia de ser la seu però abandonà)                              | No es disputà (Uganda havia de ser la seu però abandonà)                              |
| 1994 | Kenya                                                                                 | Tanzània                                                                              | 2-2                                                                                   | Uganda                                                                                | Kenya                                                                                 | 1-0                                                                                   | Eritrea                                                                               |
| 1995 | Uganda                                                                                | Zanzíbar                                                                              | 1-0                                                                                   | Uganda B                                                                              | Kenya                                                                                 | 2-1                                                                                   | Etiòpia                                                                               |
| 1996 | Sudan                                                                                 | Uganda                                                                                | 1-0                                                                                   | Sudan B                                                                               | Sudan                                                                                 | 1-1                                                                                   | Kenya                                                                                 |
| 1997 | No es disputà (suspensió de la CECAFA)                                                | No es disputà (suspensió de la CECAFA)                                                | No es disputà (suspensió de la CECAFA)                                                | No es disputà (suspensió de la CECAFA)                                                | No es disputà (suspensió de la CECAFA)                                                | No es disputà (suspensió de la CECAFA)                                                | No es disputà (suspensió de la CECAFA)                                                |
| 1998 | No es disputà (suspensió de la CECAFA)                                                | No es disputà (suspensió de la CECAFA)                                                | No es disputà (suspensió de la CECAFA)                                                | No es disputà (suspensió de la CECAFA)                                                | No es disputà (suspensió de la CECAFA)                                                | No es disputà (suspensió de la CECAFA)                                                | No es disputà (suspensió de la CECAFA)                                                |
| 1999 | Ruanda                                                                                | Ruanda B                                                                              | 3-1                                                                                   | Kenya                                                                                 | Ruanda                                                                                | 0-0                                                                                   | Burundi                                                                               |
| 2000 | Uganda                                                                                | Uganda                                                                                | 2-0                                                                                   | Uganda B                                                                              | Etiòpia                                                                               | 1-1                                                                                   | Ruanda                                                                                |
| 2001 | Ruanda                                                                                | Etiòpia                                                                               | 2-1                                                                                   | Kenya                                                                                 | Ruanda                                                                                | 1-0                                                                                   | Ruanda B                                                                              |
| 2002 | Tanzània                                                                              | Kenya                                                                                 | 3-2                                                                                   | Tanzània                                                                              | Ruanda                                                                                | 2-1                                                                                   | Uganda                                                                                |
| 2003 | Sudan                                                                                 | Uganda                                                                                | 2-0                                                                                   | Ruanda                                                                                | Kenya                                                                                 | 2-1                                                                                   | Sudan                                                                                 |
| 2004 | Etiòpia                                                                               | Etiòpia                                                                               | 3-0                                                                                   | Burundi                                                                               | Sudan                                                                                 | 2-1                                                                                   | Kenya                                                                                 |
| 2005 | Ruanda                                                                                | Etiòpia                                                                               | 1-0                                                                                   | Ruanda                                                                                | Zanzíbar                                                                              | 0-0                                                                                   | Uganda                                                                                |
| 2006 | Etiòpia                                                                               | Sudan                                                                                 | 0-0                                                                                   | Zàmbia                                                                                | Ruanda                                                                                | 0-0                                                                                   | Uganda                                                                                |
| 2007 | Tanzània                                                                              | Sudan                                                                                 | 2-2                                                                                   | Ruanda                                                                                | Uganda                                                                                | 2-0                                                                                   | Burundi                                                                               |
| 2008 | Uganda                                                                                | Uganda                                                                                | 1-0                                                                                   | Kenya                                                                                 | Tanzània                                                                              | 3-2                                                                                   | Burundi                                                                               |
| 2009 | Kenya                                                                                 | Uganda                                                                                | 2-0                                                                                   | Ruanda                                                                                | Zanzíbar                                                                              | 1-0                                                                                   | Tanzània                                                                              |
| 2010 | Tanzània                                                                              | Tanzània                                                                              | 1-0                                                                                   | Costa d'Ivori B                                                                       | Uganda                                                                                | 4-3                                                                                   | Etiòpia                                                                               |
| 2011 | Tanzània                                                                              | Uganda                                                                                | 2-2                                                                                   | Ruanda                                                                                | Sudan                                                                                 | 1-0                                                                                   | Tanzània                                                                              |
| 2012 | Uganda                                                                                | Uganda                                                                                | 2-1                                                                                   | Kenya                                                                                 | Zanzíbar                                                                              | 1-1                                                                                   | Tanzània                                                                              |
| 2013 | Kenya                                                                                 | Kenya                                                                                 | 2-0                                                                                   | Sudan                                                                                 | Zàmbia                                                                                | 1-1                                                                                   | Tanzània                                                                              |
| 2014 | No es disputà (Etiòpia havia de ser la seu però abandonà)                             | No es disputà (Etiòpia havia de ser la seu però abandonà)                             | No es disputà (Etiòpia havia de ser la seu però abandonà)                             | No es disputà (Etiòpia havia de ser la seu però abandonà)                             | No es disputà (Etiòpia havia de ser la seu però abandonà)                             | No es disputà (Etiòpia havia de ser la seu però abandonà)                             | No es disputà (Etiòpia havia de ser la seu però abandonà)                             |
| 2015 | Etiòpia                                                                               | Uganda                                                                                | 1-0                                                                                   | Ruanda                                                                                | Etiòpia                                                                               | 1-1                                                                                   | Sudan                                                                                 |
| 2016 | No es disputà (Sudan havia de ser la seu, més tard Kenya, però ambdós abandonaren)    | No es disputà (Sudan havia de ser la seu, més tard Kenya, però ambdós abandonaren)    | No es disputà (Sudan havia de ser la seu, més tard Kenya, però ambdós abandonaren)    | No es disputà (Sudan havia de ser la seu, més tard Kenya, però ambdós abandonaren)    | No es disputà (Sudan havia de ser la seu, més tard Kenya, però ambdós abandonaren)    | No es disputà (Sudan havia de ser la seu, més tard Kenya, però ambdós abandonaren)    | No es disputà (Sudan havia de ser la seu, més tard Kenya, però ambdós abandonaren)    |
| 2017 | Kenya                                                                                 | Kenya                                                                                 | 2-2                                                                                   | Zanzíbar                                                                              | Uganda                                                                                | 2-1                                                                                   | Burundi                                                                               |
| 2018 | No es disputà (Zanzíbar havia de ser la seu, més tard Kenya, però ambdós abandonaren) | No es disputà (Zanzíbar havia de ser la seu, més tard Kenya, però ambdós abandonaren) | No es disputà (Zanzíbar havia de ser la seu, més tard Kenya, però ambdós abandonaren) | No es disputà (Zanzíbar havia de ser la seu, més tard Kenya, però ambdós abandonaren) | No es disputà (Zanzíbar havia de ser la seu, més tard Kenya, però ambdós abandonaren) | No es disputà (Zanzíbar havia de ser la seu, més tard Kenya, però ambdós abandonaren) | No es disputà (Zanzíbar havia de ser la seu, més tard Kenya, però ambdós abandonaren) |
| 2019 | Uganda                                                                                | Uganda                                                                                | 3-0                                                                                   | Eritrea                                                                               | Kenya                                                                                 | 2-1                                                                                   | Tanzània                                                                              |